# Neuweier
Neuweier is een plaats in de Duitse gemeente Baden-Baden, deelstaat Baden-Württemberg, en telt 2098 inwoners (2007).
Tot 1 juli 1972 was Neuweier een zelfstandige gemeente.
Balg · Ebersteinburg · Gaisbach · Geroldsau · Haueneberstein · Lichtental · Neuweier · Oos · Sandweier · Steinbach · Varnhalt